# 沈溫
沈溫（：／，1375年—1419年1月18日），字仲玉，高麗末期至朝鮮王朝初期的文臣。本貫青松沈氏。他是左議政沈德符之子。
沈溫在朝鮮王朝建立之前就加入了李成桂派系。他的家族與朝鮮王室互相通婚，沈溫的長女嫁給王世子李祹（後來的朝鮮世宗），後來成為昭憲王后。
1418年，太宗禪位給世宗後，沈溫被任命為領議政。他與左議政朴訔是政敵，經常互相攻擊。然而，太宗以太上王的身份仍掌握著大權，世宗僅是象徵性的君主。太宗時常擔心朝鮮的朝政被大臣把持，這樣就會重蹈高麗王朝的覆轍，因此太宗試圖收緊王室的權力。在這樣的政治環境下，沈溫的弟弟沈泟抱怨太上王專斷、使國王權力受限。因沈溫是國丈，這番言論十分敏感。此時的沈溫正以謝恩使的身份出使明朝，朴訔乘機彈劾他。沈溫回國到達義州地界後立即被逮捕，押送漢陽審問，罷官流放水原，後被賜死。不少沈氏族人被定罪，甚至昭憲王后的地位都岌岌可危。最後在世宗的保護下，昭憲王后才沒有被廢黜。
此後直至太宗去世，沈溫一直是禁忌的話題，直到文宗即位後才為他平反，賜諡安孝。
由於受過朴訔的陷害，沈溫在臨終前禁止他的後代與潘南朴氏通婚。
沈溫的兒子沈澮於世祖在位期間擔任過領議政。

## 影視形象
- 《大王世宗》，2008年KBS電視劇，崔尚勳飾
- 《樹大根深》，2011年SBS水木連續劇，韓仁守（朝鲜语：한인수）飾
- 《撲通撲通LOVE》，2015年MBC電視劇，鄭奎洙飾